# Пномпень
Пномпе́нь (кхмер. ភ្នំពេញ, офіційна латинська транслітерація Phnum Pénh; МФА: [pʰnum peːɲ]) — столиця Камбоджі, розташована у місці злиття річок Меконг, Бассак і Тонлесап в одну річку — Меконг. Населення — 1 501 725 осіб (2012), площа — 376 км².
З виникненням міста пов'язана легенда. 1373 року багата вдова Мадам Пень знайшла на березі річки Меконг 5 статуеток Будди. На 27-метровому пагорбі біля цього місця було побудовано буддійський храм. Пагорб називався Пном-Пень («пагорб Пень»). Навколо храму з'явилося село з однойменною назвою, що незабаром розрослося до міста. Пномпень став столицею кхмерів у 15 столітті після того, як колишня столиця Ангкор була захоплена 1431 року Сіамом. У 1834 його зруйнували тайці. Пізніше місто було відновлено королем Нородомом І, і в 1866 році знову стало столицею. У цей час був побудований Королівський Палац. У 1920-х Пномпень називали «перлиною Азії». У французький період місто проквітало, однак, з приходом до влади «червоних кхмерів», що заперечували саме існування міст, Пномпень збезлюдів, будинки зруйнувалися. У 1979 році, після повалення режиму Червоних Кхмерів столиця стала відроджуватися. На сьогодні Пномпень — найбільше місто країни й одне з найпопулярніших серед туристів.

## Клімат
Клімат — тропічний мусонний. У місті представлені три основні сезони: прохолодний — приблизно з листопада по січень, жаркий — з лютого по травень та дощовий — з червня по жовтень.
| Клімат Пномпеня                                                          | Клімат Пномпеня | Клімат Пномпеня | Клімат Пномпеня | Клімат Пномпеня | Клімат Пномпеня | Клімат Пномпеня | Клімат Пномпеня | Клімат Пномпеня | Клімат Пномпеня | Клімат Пномпеня | Клімат Пномпеня | Клімат Пномпеня | Клімат Пномпеня |
| Показник                                                                 | Січ.            | Лют.            | Бер.            | Квіт.           | Трав.           | Черв.           | Лип.            | Серп.           | Вер.            | Жовт.           | Лист.           | Груд.           | Рік             |
| Абсолютний максимум, °C                                                  | 36,1            | 38,1            | 40,0            | 40,5            | 40,0            | 39,2            | 37,2            | 37,8            | 35,5            | 36,1            | 34,4            | 37,2            | 40,5            |
| Середній максимум, °C                                                    | 31,6            | 33,2            | 34,6            | 35,3            | 34,8            | 33,8            | 32,9            | 32,7            | 32,2            | 31,4            | 31,1            | 30,8            | 32,9            |
| Середня температура, °C                                                  | 26,6            | 28,0            | 29,4            | 30,2            | 30,0            | 29,2            | 28,7            | 28,5            | 28,2            | 27,2            | 27,1            | 26,3            | 28,3            |
| Середній мінімум, °C                                                     | 21,8            | 22,8            | 24,3            | 25,5            | 25,6            | 24,9            | 24,8            | 24,6            | 24,4            | 24,2            | 23,2            | 21,9            | 24,0            |
| Абсолютний мінімум, °C                                                   | 12,8            | 15,2            | 19,0            | 17,8            | 20,6            | 21,2            | 20,1            | 20,0            | 21,1            | 17,2            | 16,7            | 14,4            | 12,8            |
| Норма опадів, мм                                                         | 12.1            | 6.6             | 34.8            | 78.8            | 118.2           | 145.0           | 162.1           | 182.7           | 270.9           | 248.1           | 120.5           | 32.1            | 1411.9          |
| Вологість повітря, %                                                     | 73              | 71              | 71              | 73              | 77              | 78              | 80              | 81              | 84              | 84              | 78              | 73              | 77              |
| ------------------------------------------------------------------------ | --------------- | --------------- | --------------- | --------------- | --------------- | --------------- | --------------- | --------------- | --------------- | --------------- | --------------- | --------------- | --------------- |
| Джерело: Deutscher Wetterdienst — Klimatafel von Phnom Penh / Kambodscha |                 |                 |                 |                 |                 |                 |                 |                 |                 |                 |                 |                 |                 |

## Пам'ятки архітектури

### Королівський палац

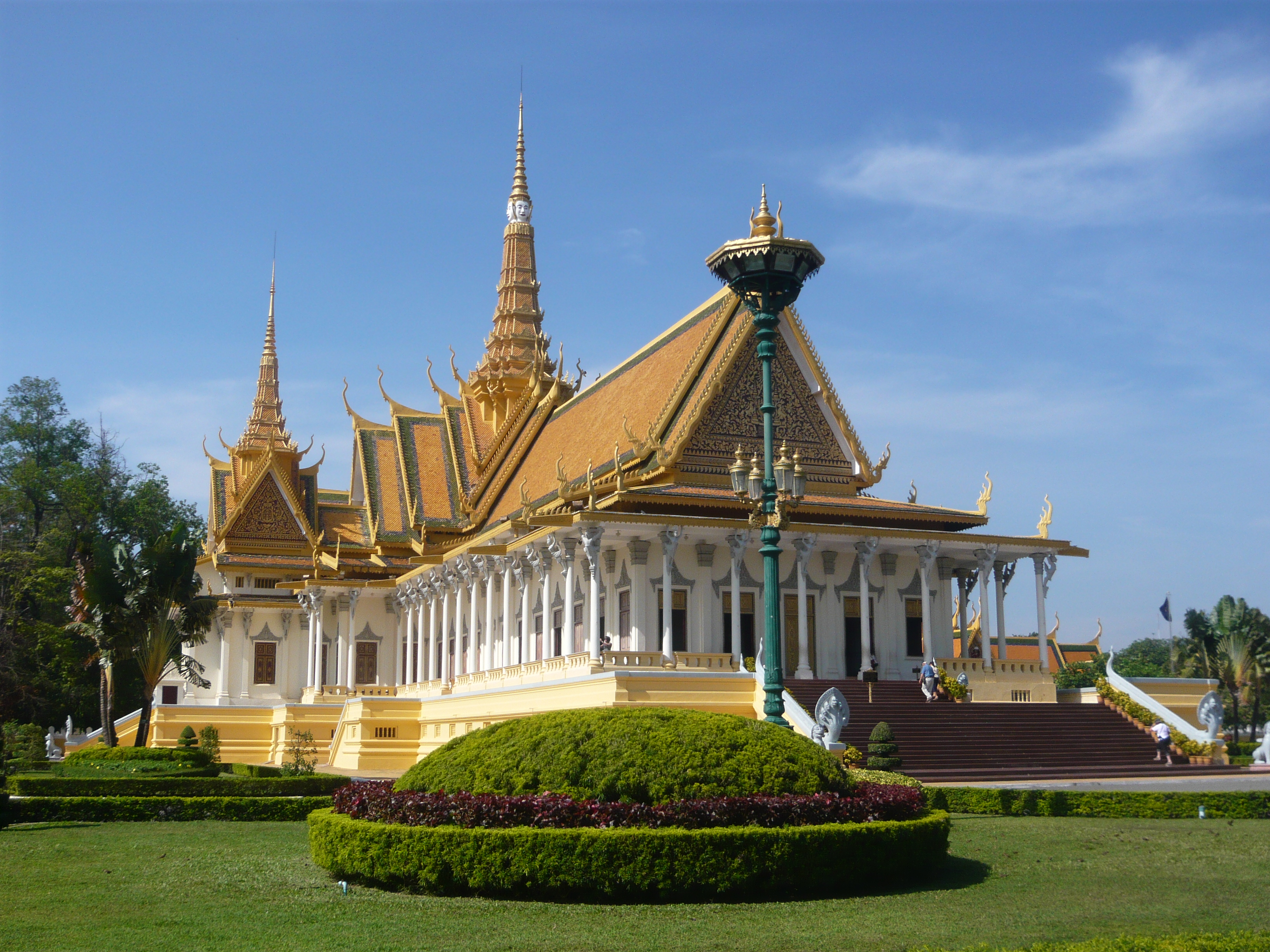

Огляд міста традиційно починають з відвідування Королівського Палацу (побудований 1866-му, перебудований у 1913). Усередині палацу розташовані — Тронна зала, у якій проходили коронації монархів і офіційні прийоми; павільйон Слона; павільйон Чан-Чайя, що використовується для танцювальних виступів; королівське казначейство; павільйон Наполеона та Срібна Пагода Пре-вихер-кео-моракот («Храм Діамантового Будди»). Цю пагоду називають срібною тому що підлога всередині викладена 500 срібними плитками вагою близько 1 кг кожна. А ще її називають «пагодою смарагдового Будди», тому що усередині храму зберігається статуя Будди, що була зроблена у XVII в., але не з чистого смарагда, а з кристала. За цією статуєю знаходиться ще одна — золота статуя Будди, у натуральну величину, вагою бл. 75 кг, прикрашена діамантами (найбільші досягають ваги у 75 карат).
Стіни, що оточують Королівський палац — це найстаріша частина будинку. Вони вкриті фресками із зображеннями сцен кхмерскої версії Рамаяни.
Крім Королівського палацу, основними визначними пам'ятками Пномпеня вважаються — Національний Музей, Пам'ятник Незалежності (кхмер: Vimean Akareach), статуя короля Нородома, Королівські сади, Музей геноциду Туол-Сленг (відкритий у в'язниці Пол Пота), ступа на «Полях Смерті» Чоенг-Ек, перепоховання загиблих у в'язниці Туол-Сленг.

### Національний музей
У приміщеннях національного музею зберігаються унікальні предмети кхмерскої культури — скульптури, час створення яких бл 4 ст. н. е. (анкорський період) по 14 ст. н. е. (постанкорський період). Серед музейних експонатів є і коштовні археологічні знахідки, що виявлені при розкопках Ангкора. Навколо внутрішнього дворика розташовані чотири галереї, у яких також містяться унікальні зразки предметів культури і мистецтва. Музей був збудований французами в 1917 р. у псевдокемерскому стилі з червоної цегли. На вуличках навколо Національного Музею розташовані численні сувенірні крамнички і художні салони.
Площа перед Королівським палацом Сісоват-Квай — «серце Пномпеня», улюблене місце відпочинку столичних жителів і місце виступів короля.
Популярні в Пномпені серед туристів місця — ресторан FCC («Клуб іноземних журналістів»), розташований у будинку з терасою, побудованому у французькому колоніальному стилі, будинок Національних зборів і парк, ступа Паньяба (позаду Ват Пнома} і острів Окнатей на ріці Меконг, з видом на Королівський палац.

### Храм Ват Пном
На північному сході міста розташований храм Ват-Пном («Храм Гора»). Він дійсно розташований на пагорбі, що і дав назву столиці («Пагорб Пень»). Місце вважається святим. Сюди приходять помолитися про допомогу в справах, а на подяку приносять квіти лотоса в храм. Храм відновлювався в 1434, 1806, 1894, і, останній раз, у 1926 р. В західній частині знаходиться — величезна ступа з попелом короля Понхеата (правив у 1405—1467). В маленькому павільйоні на південній стороні статуя самої Мадам Пень.
На деревах навколо Ват Пнома живе дуже багато мавп, яких можна погодувати, купивши у продавців банани й горішки. Особливе місце займають тут «провісники доль». Уночі гора подсвечивается різнобарвними вогнями. Це — чудове і незабутнє видовище.
Крім того в місті є храм Тонле-Баті з буддійською пагодою, буддійський центр Ват-Оуналом, пагода Ват-Ланг-Ка, храм Преа-Чау й ін.

### Туол-Сленг, Чоенг-Ек
Моторошне враження створює Музей геноциду Туол-Сленг. Він розташований у в'язниці «S 21», у яку в часи режиму Пол Пота була перетворена школа. Саме тут проходила класифікація, облік, допити і катування ув'язнених. З в'язниці більш як 1700 чоловік було відправлено в Чоенг-Ек («Поля смерті») (15 км на південний захід від центра міста), місце, де страчували в'язнів Туол-Сленгу. Про страшні часи не дають забути відкриті братські могили, на яких зазначено кількості похованих і вид страти. У центрі Чоенг-Ек встановлена скляна стела, на полках усередині якої лежать черепа вбитих, розкладені по статевим та віковим ознакам. День пам'яті жертв геноциду проводиться щорічно 9 травня.